# 1-브로모헥세인
1-브로모헥세인(영어: 1-bromohexane)은 화학식이 Br(CH2)5CH3인 유기 브로민 화합물이다. 1-브로모헥세인은 무색의 액체이다.

## 합성 및 반응
대부분의 1-브로모알케인은 1-알켄에 브로민화 수소를 자유 라디칼로 첨가하여 제조된다. 이러한 조건은 1-브로모 유도체를 생성하는 안티-마르코프니코프 첨가로 이어진다.
1-브로모헥세인은 단순 브로민화 알킬에서 예상되는 반응을 겪는다. 1-브로모헥세인은 그리냐르 시약을 형성할 수 있다. 1-브로모헥세인은 플루오린화 칼륨과 반응하여 상응하는 플루오로카본을 생성한다.

## 같이 보기
- 브로모알케인
- 브로모사이클로헥세인